# Europs alutacea
Europs alutacea is een keversoort uit de familie kerkhofkevers (Monotomidae). De wetenschappelijke naam van de soort werd in 1924 gepubliceerd door George Charles Champion.